# Атена Пашко
Атена Пашко (укр. Атена-Святомира Василівна Пашко; Бистрица, 10. октобар 1931 — Кијев, 20. март 2012) је била украјински инжењер хемије, песник и друштвени активиста у украјинском покрету за права. Њене објављене збирке поезије укључују На перехрестях 1989, На вістрі свічки 1991. и Лезо моєї стежки 2007. Била је председница Уније украјинских жена 1991. године и Међународне добротворне фондације Вјачеслав Черновол 1999. Била је добитница ордена кнегиње Олге и ордена слободе.

## Биографија
Рођена је 10. октобра 1931. у Бистрици, административној јединици међуратне Пољске. Дипломирала је на Шумарском факултету. Средине 1960-их је била прогањана и забрањено јој је објављивање дела због одбране потиснутих украјинских културних личности. Изречена јој је опомена на њеном радном месту и убрзо је извршен претрес у њеном стану. Године 1970. је потписала жалбу Врховном суду Украјинске Совјетске Социјалистичке Републике са захтевом да се поништи пресуда Вероники Морозовој, због чега је отпуштена. Стално је била под присмотром Комитета државне безбедности СССР. У децембру 1991. у Кијеву је одржан оснивачки конгрес Уније украјинских жена, а Пашко је изабрана за председницу. Након смрти њеног супруга Вјачеслава Черновола 25. марта 1999. у саобраћајној несрећи основала је истоимену Међународну добротворну фондацију чија је била председница. Наставила је и своју политичку мисију и називана је чуваром Народног покрета Украјине. Преминула је 20. марта 2012. у Кијеву и сахрањена је поред свог мужа. Улица Атена Пашко у Бућаћу је названа по њој.

## Признања
- Орден кнегиње Олге трећег степена за изузетан лични допринос духовном препороду Украјине, решавању проблема породице, жена и деце, професионалним и друштвеним активностима у корист украјинског народа 18. августа 1997.[7]
- Орден слободе за изузетан лични допринос одбрани националне идеје, формирању и развоју независне украјинске државе и активним политичким и друштвеним активностима 18. новембар 2009.[7]

## Изабрана дела

### Збирке поезије
- На перехрестях, 1989.
- На вістрі свічки, 1991.
- Лезо моєї стежки, 2007.